# Système d'information sur la littérature grise en Europe
Le Système d'information sur la littérature grise en Europe (System for Information On Grey Literature in Europe, SIGLE) fut créé en 1980, deux ans après l'organisation d'un séminaire sur la littérature grise soutenue par la Commission européenne à York (Royaume-Uni).
Géré et alimenté par un réseau des principaux centres européens de collecte et de fourniture de documents scientifiques et techniques, SIGLE était la seule base de données bibliographique européenne en ligne proposant un accès mondial aux références de littérature grise et intégrant un service de fourniture de document.
La vocation primaire de SIGLE était la fourniture de la littérature grise produite dans les pays de la Communauté Européenne et d'en améliorer la couverture bibliographique.
Financé de 1980 à 1985 par la Commission des Communautés européennes, SIGLE fut produite à partir de 1985 par une association nouvellement créée pour favoriser l'acquisition, l'identification et la diffusion de la littérature grise, l'European Association for Grey Literature Exploitation ou EAGLE.
L'alimentation de la base de données s'arrête en 2005 avec la dissolution de l'association EAGLE lors d'une assemblée générale.
En 2007, en coopération avec le dernier Centre de traitement technique, FIZ Karlsruhe, l'ancien représentant français INIST-CNRS intègre les notices SIGLE dans un nouveau site en libre accès, OpenSIGLE, hébergé par l'INIST-CNRS.

## Caractéristiques de SIGLE
Chaque pays membre de SIGLE/EAGLE était représenté par une ou deux structures d'envergure nationale chargées de collecter, signaler et stocker la littérature grise scientifique et technique produite sur son territoire et d'en assurer la fourniture de copies. Ces acteurs étaient soit des bibliothèques nationales (Royaume-Uni, Pays-Bas, Luxembourg) ou des centres de documentation d'organismes de recherche nationaux (France, Italie, Allemagne)
Les règles de catalogage et le plan de classement furent adoptés de la base de données INIS (Système international d'information nucléaire) de l'AIEA (Agence internationale de l'énergie atomique). Contrairement à INIS, SIGLE n'a jamais inclus des revues ni des notices d'un niveau analytique (articles, chapitres de livres, communication de congrès).
Afin de permettre une interrogation de l'ensemble de la base de données, chaque notice comprenait un titre anglais ou la traduction du titre original en anglais, obligation allégée à partir de 2000 par la présence de mots-clés en anglais. Un à trois codes de classement SIGLE, date de publication, langue, numéro de rapport, type de document, etc. complètent le descriptif bibliographique. À partir de 1997, les notices pouvaient inclure des résumés en anglais.
L'objectif principal de SIGLE étant de faciliter l'accès à la littérature grise européenne par des services de fourniture de document, plusieurs dispositifs étaient mis en place :
1. Chaque membre national s'engageait à stocker les documents gris et à les fournir sur demande, les conditions (service payant ou prêt entre bibliothèques) restant libres pour chaque institution.
2. Chaque notice contenait une mention claire sur la disponibilité du document, incluant parfois la cote.
3. Des pages spécifiques ainsi que des guides d'utilisations informaient sur les conditions d'obtention du document.

## Contenu de SIGLE
La base de données SIGLE fut créée en 1980, mais des documents isolés peuvent remonter aux années soixante.
Conçu dès le départ comme base de données multidisciplinaire, SIGLE fut alimenté d'abord avec des notices en sciences et techniques. Les sciences humaines et sociales, intégrées à partir de 1984, représentaient à la fin en 2005 plus d'un tiers de la couverture thématique de la base.
Parmi les types de documents, les rapports de recherche et rapports techniques dominent, suivis des thèses de doctorat. Une catégorie "Divers" permet de rassembler des notices non identifiées lors de traitements automatiques ou des cas plus isolés (traductions ad hoc).

## Exemple de notice
| Accession Number     | 98:4462DE SIGLE |
| Title                | Anaerobic co-treatment of biological waste materials and sewage sludge. Final report. Gemeinsame anaerobe Behandlung von Bioabfall und Klaerschlamm. Abschlussbericht. |
| Author               | Risse, H. |
| Corporate Source     | Technische Hochschule Aachen (DE). Lehrstuhl und Inst.fuer Siedlungswasserwirtschaft |
| Funding Organization | Oswald-Schulze-Stiftung, Gladbeck (DE) |
| Source               | Jan 1998. 83 p. |
| Availability         | Available from TIB Hannover: F98B1076+a. |
| Document Type        | Numerical Data |
| Country              | Germany, Federal Republic of |
| Language             | German |
| Abstract             | The main goals of co-fermentation are sewage sludge stabilisation, production of a cyclable product and minimisation of process emissions. This research project focused on anaerobic wet fermentation. Criteria of evaluation were the quantity and quality of the resulting fermented sludge, biogas, and process water. In view of the scarcity of data on optimum process conditions, the investigations were to provide information, e.g.: Optimum ratio of biological waste to sewage sludge, influence of process conditions (temperature, charge volume, flow rate) on biogas production and process water burden. (orig.) |
| Classification Code  | 10U Biomass energy |
| Terms                | BIOLOGICAL WASTES; SEWAGE SLUDGE; ANAEROBIC DIGESTION; METHANE; CHEMICAL OXYGEN DEMAND; AMMONIA; WASTE WATER; PHOSPHORUS; METALS; TEMPERATURE DEPENDENCE; EVALUATION; EXPERIMENTAL DATA. |